# Динамика точки
Дина́мика то́чки — раздел динамики, изучающий причины изменения движения материальных точек, то есть тел, характерными размерами которых на масштабах размеров задачи можно пренебречь. Математическое описание движения таких тел без анализа причин движения составляет предмет кинематики точки. Раздел является основополагающим в динамике, в которой всякое твёрдое тело, жидкость или газ рассматриваются как система взаимодействующих материальных точек.

## Основные положения
- Свойства пространства: однородность, изотропность. То есть на процессы, происходящие в замкнутой системе не влияет её положение или ориентация.
- Принцип относительности: механические процессы, происходящие в различных инерциальных системах отсчёта (то есть таких, в которых ускорение точки, действие сил на которую скомпенсировано, равно нулю) протекают одинаково. Существование хотя бы одной инерциальной системы отсчёта постулирует первый закон Ньютона.
- Принцип детерминированности[1]: начальное состояние механической системы (совокупность положений и скоростей точек системы в какой-нибудь момент времени) однозначно определяет всё её движение. На математическом языке это означает, что закон движения {\displaystyle {\vec {r}}(t)} однозначно определяется положением {\displaystyle {\vec {r}}(\tau )} и скоростью {\displaystyle {\dot {\vec {r}}}(\tau )} в некоторый момент времени {\displaystyle \tau }. Отсюда следует, что всякое движение определяется решением дифференциального уравнения {\displaystyle {\ddot {\vec {r}}}(t)={\vec {f}}\left(t,{\vec {r}}(t),{\dot {\vec {r}}}(t)\right)}, где вектор-функция {\displaystyle {\vec {f}}} определяется из физических соображений.

## Основные понятия

### Масса

#### Инертная масса
Из повседневного опыта известно, что чем больше «масса» тела, тем труднее изменить характер его движения. Чтобы привести в движение более тяжёлое тело нужно приложить больше усилий, также тяжёлое тело труднее остановить. Формализовать понятие инертной массы, позволило рассмотрение изолированной механической системы (системы, влиянием сторонних тел на которую можно пренебречь) в инерциальной системе отсчёта.
Эмпирически (см. закон сохранения импульса) было установлено, что для системы из двух взаимодействующих точек их скорости в различные моменты времени {\displaystyle t_{1},t_{2}} связаны соотношением: {\displaystyle {\vec {v}}_{1}(t_{1})+\mu _{12}{\vec {v}}_{2}(t_{1})={\vec {v}}_{1}(t_{2})+\mu _{12}{\vec {v}}_{2}(t_{2})}, где коэффициент {\displaystyle \mu _{12}} не зависит ни от выбранных моментов времени, ни от скоростей.
В опытах на большее число тел оказалось, что {\displaystyle \mu _{12}={\frac {\mu _{32}}{\mu _{31}}}}. Так как {\displaystyle \mu _{12}} не имеет отношения к третьему телу, выполнено {\displaystyle \mu _{32}=m_{3}m_{2},\;\mu _{31}=m_{3}m_{1}}, то есть записанное ранее принимает вид: {\displaystyle m_{1}{\vec {v}}_{1}(t_{1})+m_{2}{\vec {v}}_{2}(t_{1})=m_{1}{\vec {v}}_{1}(t_{2})+m_{2}{\vec {v}}_{2}(t_{2})}.
Отметим, что масса таким образом определяется с точностью до константы (произвольного коэффициента {\displaystyle k}), что приводит в свою очередь к введению эталона массы.

#### Гравитационная масса
Массе также принято давать другое определение. Для этого пользуются рычажными весами и эталоном массы. Такой способ определения основан на предположении, что сила тяжести действует одинаково на взвешиваемые на двух чашах весов массы. Поэтому определённая таким образом масса называется гравитационной.
Эксперименты (Галилей, Ньютон, Брагинский) показали, что гравитационная и инертная массы совпадают с очень большой точностью (до {\displaystyle 10^{-12}}). Предположение об их тождественности привело к созданию общей теории относительности.

### Импульс, сила
Определением импульса {\displaystyle {\vec {p}}} материальной точки служит выражение {\displaystyle {\vec {p}}=m{\vec {v}}} ({\displaystyle m} — масса точки, а {\displaystyle {\vec {v}}} — вектор её скорости). На основании принципа детерминированности:
{\displaystyle {\frac {d{\vec {p}}}{dt}}=m{\ddot {\vec {r}}}={\vec {F}}(t,{\vec {r}}(t),{\dot {\vec {r}}}(t))}, где вектор {\displaystyle {\vec {F}}} эквивалентен силе, а само выражение — второму закону Ньютона.
Отсюда в частности следует, что приобретённый импульс {\displaystyle {\vec {p}}-{\vec {p}}_{0}=\int _{t_{0}}^{t}{\vec {F}}\,dt} зависит не только от силы, но и от времени воздействия.
В предположении справедливости принципа парного взаимодействия (то есть такого, что действие двух материальных точек друг на друга не зависит от наличия других материальных точек), для замкнутой системы выполняется закон сохранения импульса:
{\displaystyle {\vec {p}}=\sum _{i}{\vec {p}}_{i}=\sum _{i}m_{i}{\vec {v}}_{i}=const},
откуда следует, что {\displaystyle {\vec {F}}_{ij}=-{\vec {F}}_{ji}} (если добавить к этому, что силы направлены вдоль прямой, соединяющей точки, получится третий закон Ньютона). Оказывается справедливым принцип суперпозиции: действие многих сил равно действию одной силы (равнодействующей), равной векторной сумме действующих сил.
На основании закона сохранения импульса следует, что сумма внутренних сил замкнутой системы равна нулю. Для произвольной же системы: {\displaystyle {\dot {\vec {p}}}={\vec {F}}}, где {\displaystyle {\vec {F}}} — равнодействующая внешних сил (закон изменения импульса).
Для системы материальных точек вводится понятие центра масс: {\displaystyle {\vec {r}}_{c}={\frac {\sum _{i}{\vec {r}}_{i}m_{i}}{\sum _{i}m_{i}}},\;m_{c}=\sum _{i}m_{i}}, в терминах которого закон изменения импульса системы упрощается {\displaystyle \sum _{i}{\dot {\vec {p}}}_{i}={\vec {F}}\;\Leftrightarrow \;m_{c}{\ddot {\vec {r}}}_{c}={\vec {F}}}.
То есть центр масс системы материальных точек движется как материальная точка, масса которой равна суммарной массе системы, а действующая сила равна геометрической сумме всех внешних сил, действующих на систему. Наряду с центром масс часто вводится приведённая масса.

#### Классификация сил
Основные силы (фундаментальные взаимодействия):
- Силы гравитационного притяжения
- Электромагнитные силы
- Силы сильного взаимодействия — взаимодействие между адронами и кварками. Действуют в масштабах порядка размера атомного ядра и менее
- Силы слабого взаимодействия — взаимодействие, ответственное, в частности, за процессы бета-распада атомных ядер и слабые распады элементарных частиц. Проявляются на расстояниях, значительно меньших размера атомного ядра

Производные виды сил:
- Силы упругости — реакции тела на изменение его формы
- Силы трения и сопротивления
  - Вязкое трение — трение между поверхностью твёрдого тела и окружающей его жидкой или газообразной средой (или трение между различными слоями такой среды)
  - Сухое трение — трение между поверхностями двух соприкасающихся твёрдых тел. Если нет относительного движения, то сухое трение — это трение покоя или трение сцепления. При относительном движении — трение скольжения или трение качения

## Энергия

### Кинетическая энергия
Элементарная работа силы {\displaystyle {\vec {F}}} на перемещении {\displaystyle d{\vec {r}}} определяется выражением {\displaystyle dA={\vec {F}}\cdot d{\vec {r}}}. На участке траектории {\displaystyle L}, полная работа составляет
{\displaystyle A=\int _{L}{\vec {F}}\,d{\vec {r}}}.
Так как {\displaystyle {\vec {F}}={\dot {\vec {p}}}=m{\dot {\vec {v}}}}, то
{\displaystyle A=m\int _{L}{\vec {v}}\,d{\vec {v}}={\frac {mv^{2}}{2}}{\Bigg |}_{{\vec {r}}_{2}}-{\frac {mv^{2}}{2}}{\Bigg |}_{{\vec {r}}_{1}}}.
Выражение
{\displaystyle T={\frac {mv^{2}}{2}}={\frac {p^{2}}{2m}}}
называется кинетической энергией.
Таким образом, работа силы при перемещении материальной точки равна приращению кинетической энергии этой точки, что легко обобщить на случай системы материальных точек (закон изменения энергии).

#### Связь между кинетическими энергиями в различных системах отсчета
Для абсолютной (то есть в системе отсчёта, принятой за неподвижную) скорости {\displaystyle {\vec {v}}}, относительной (в движущейся системе) {\displaystyle {\vec {u}}} и переносной {\displaystyle {\vec {\mathrm {v} }}} скоростей имеет место соотношение
{\displaystyle {\vec {v}}={\vec {u}}+{\vec {\mathrm {v} }}}.
Соответственно, кинетические энергии в неподвижной ({\displaystyle T}) и движущейся ({\displaystyle T'}) системах пересчитываются как
{\displaystyle T=T'+{\frac {m\mathrm {v} ^{2}}{2}}+m\,{\vec {u}}\cdot {\vec {\mathrm {v} }}}.
При наличии не одной, а нескольких материальных точек, нумеруемых индексом {\displaystyle _{i}}, такое равенство действует для каждой точки. Если затем просуммировать по {\displaystyle i}, получается соотношение
{\displaystyle \sum T_{i}=\sum T_{i}'+\left(\sum m_{i}\right){\frac {\mathrm {v} ^{2}}{2}}+\left(\sum m_{i}\,{\vec {u}}_{i}\right)\cdot {\vec {\mathrm {v} }}}.
Если движущаяся система связана с поступательно движущимся центром масс, то сумма в последнем слагаемом обнуляется ({\displaystyle \sum m_{i}{\vec {u}}_{i}=d/dt(\sum m_{i}{\vec {r}}_{i}')=M\,d{\vec {r}}_{c}'/dt=M{\vec {u}}_{c}=0}, ибо скорость {\displaystyle {\vec {u}}_{c}} движения центра масс в системе центра масс заведомо нулевая) и тогда
{\displaystyle T_{\sum }=T_{c}+{\frac {M\mathrm {v} ^{2}}{2}}},
где {\displaystyle T_{\sum }}, {\displaystyle T_{c}} и {\displaystyle M} — кинетическая энергия в покоящейся системе, кинетическая энергия в системе центра масс и масса всей совокупности точек. Последнее выражение носит название теоремы Кёнига.

### Потенциальная энергия
Если сила представима в виде {\displaystyle {\vec {F}}({\vec {r}},t)=-\nabla U({\vec {r}},t)}, то она является потенциальной, а {\displaystyle U({\vec {r}},t)} — потенциальной энергией. Если потенциальная сила не зависит от времени, её называют консервативной. Работу консервативной силы можно записать как
{\displaystyle A=-\int _{L}{\frac {\partial {\vec {F}}}{\partial {\vec {r}}}}\,d{\vec {r}}=U({\vec {r}}_{1})-U({\vec {r}}_{2})}.
Таким образом, вводится полная энергия {\displaystyle E=T+U}, которая для системы в поле консервативных сил сохраняется, то есть
{\displaystyle T_{1}+U_{1}=T_{2}+U_{2}} (закон сохранения энергии).
В общем случае изменение энергии равно работе неконсервативных сил (закон изменения энергии).

#### Равновесие
Пусть материальная точка находилась в момент времени {\displaystyle \tau } в некотором положении и её скорость равнялась нулю. Если при этих начальных условиях точка продолжает оставаться в этом положении при {\displaystyle t>\tau }, то данная точка называется положением равновесия. В случае потенциальной силы, условием равновесия является {\displaystyle \nabla U=0}.
Если в положении равновесия потенциал силы имеет изолированный минимум, то такое положение равновесия устойчиво.

### Теорема о вириале
Далее символом {\displaystyle \langle f\rangle } обозначается усреднение величины {\displaystyle f(t)} по большому промежутку времени, то есть
{\displaystyle \langle f\rangle =\lim _{T\to \infty }{\frac {1}{T}}\int _{\tau }^{\tau +T}f(t)\,dt}.
С точки зрения математики, если {\displaystyle f(t)={\dot {\varphi }}(t)}, то {\displaystyle \langle f\rangle =0}. На этом основании если движение системы ограничено в пространстве, то справедлива теорема Клаузиуса:
{\displaystyle \langle T\rangle =-{\frac {1}{2}}\sum _{i}\langle {\vec {r}}_{i}\cdot {\vec {F}}_{i}\rangle }.

## Моменты
Момент силы относительно начала координат {\displaystyle O} определяется как {\displaystyle {\vec {M}}=[{\vec {r}}\times {\vec {F}}]}.
Момент импульса материальной точки относительно {\displaystyle O} определяется как {\displaystyle {\vec {L}}=[{\vec {r}}\times {\vec {p}}]}.
Как следует из определений, {\displaystyle {\dot {\vec {L}}}={\vec {M}}}. При {\displaystyle {\vec {M}}=0} возникает {\displaystyle {\vec {L}}={\rm {const}}} (закон сохранения момента импульса). Этот закон обобщается и на систему материальных точек, для которой среди прочего моменты внутренних сил взаимно уничтожаются.

### Секториальная скорость
Элементарным приращением сектора называется вектор {\displaystyle d{\vec {S}}={\frac {1}{2}}[{\vec {r}}\times {\vec {v}}\,dt]}, имеющий смысл элементарной площади, заметаемой концом {\displaystyle {\vec {r}}}. Величина {\displaystyle {\dot {\vec {S}}}} называется секториальной скоростью. Имеет место соотношение {\displaystyle {\vec {L}}=2m{\dot {\vec {S}}}}.

### Момент импульса в системе отсчёта цетра масс
Связь выражения для момента импульса в абсолютной системе отсчёта и системе отсчёта связанной с центром масс (если таковая инерциальна) выражается как
{\displaystyle {\vec {L}}=m[{\vec {r}}_{c}\times {\vec {v}}_{c}]+{\vec {L}}_{c}}.

## Одномерное движение в потенциальном поле
Ниже рассматривается одномерное движение материальной точки {\displaystyle m{\ddot {x}}(t)=F(x)}. В силу закона сохранения энергии,
{\displaystyle T=E-U},
где полную энергию {\displaystyle E} достаточно посчитать для определённого момента времени. Подстановка выражения кинетической энергии даёт
{\displaystyle {\frac {mv^{2}}{2}}=E-U\;\Rightarrow \;}{\displaystyle v={\frac {dx}{dt}}=\pm {\sqrt {\frac {2(E-U)}{m}}}},
что приводит к уравнению с разделяющимися переменными:
{\displaystyle {\frac {dx}{\sqrt {E-U}}}={\sqrt {\frac {2}{m}}}\,dt}

## Движение при наличии связи
Если движение материальной точки ограничено (например, точка может двигаться по плоскости или кривой), пишут, что на движение точки наложена связь.

### Движение вдоль кривой
Пусть кривая задана в пространстве как пересечение двух поверхностей, которые задаются уравнениями {\displaystyle f_{1}(x,y,z,t)=0} и {\displaystyle f_{2}(x,y,z,t)=0}. Нормали к этим поверхностям {\displaystyle N_{1}} и {\displaystyle N_{2}} коллинеарны векторам {\displaystyle \nabla f_{1}} и {\displaystyle \nabla f_{2}}, соответственно. Так как любая нормаль к кривой лежит в плоскости, определяемой векторами {\displaystyle N_{1}} и {\displaystyle N_{2}}, то
{\displaystyle {\vec {R}}=\lambda _{1}\nabla f_{1}+\lambda _{2}\nabla f_{2}}
Уравнения движения материальной точки записываются в следующем виде:
{\displaystyle m{\ddot {\vec {r}}}={\vec {F}}+\lambda _{1}\nabla f_{1}+\lambda _{2}\nabla f_{2}}
Если функции {\displaystyle f_{1}} и {\displaystyle f_{2}} явно не зависят от времени, то имеется, как и в случае свободного движения точки
{\displaystyle {\frac {d}{dt}}\;{\frac {mv^{2}}{2}}={\vec {F}}\cdot {\vec {v}}}

### Движение по поверхности
Пусть материальная точка все время остаётся на некоторой гладкой поверхности, которая задаётся уравнением {\displaystyle f(x,y,z,t)=0}. В случае идеальной связи, сила реакции связи перпендикулярна поверхности, то есть {\displaystyle {\vec {R}}=\lambda \nabla f}. Движение точки полностью определяется уравнениями движения и уравнением связи
{\displaystyle m{\ddot {\vec {r}}}={\vec {F}}+\lambda \nabla f}
Если связь не зависит от времени, а сила потенциальна, то будет выполняться интеграл живых сил (в терминологии XVIII века).